# کابو دو سانتو آگوستینیو
کابو دو سانتو آگوستینیو (به پرتغالی: Cabo de Santo Agostinho) یک شهرداری‌های برزیل و شهرداری و شهر بزرگ در برزیل است که در پرنامبوکو واقع شده‌است. کابو دو سانتو آگوستینیو ۴۴۵٫۳۴۳ کیلومتر مربع مساحت و ۲۰۸٬۹۴۴ نفر جمعیت دارد و ۲۹ متر بالاتر از سطح دریا واقع شده‌است.